# Thời kỳ Phục hưng của Disney
Thời kỳ Phục hưng của Disney chỉ một kỷ nguyên bắt đầu vào khoảng cuối thập niên 1980 và kết thúc vào khoảng năm 2000, thời gian hãng phim Walt Disney Animation Studios quay trở lại và thực hiện những bộ phim hoạt hình xuất sắc và rất thành công, chủ yếu dựa trên các câu chuyện nổi tiếng, khôi phục lại niềm tin và sự yêu thích từ công chúng và giới phê bình dành cho Disney.
Các bộ phim hoạt hình được phát hành trong thời kỳ này bao gồm Nàng tiên cá (1989), The Rescuers Down Under (1990), Người đẹp và quái thú (1991), Aladdin (1992), Vua sư tử (1994), Pocahontas (1995), Thằng gù nhà thờ Đức Bà (1996), Hercules (1997), Mulan (1998), và Tarzan (1999).

## Lịch sử

### Trước thời kỳ Phục hưng của hãng
Sau khi Walt và Roy O. Disney qua đời, Disney nằm dưới bàn tay quản lý của Donn Tatum, Card Walker, và Ron Miller. Những bộ phim phát hành trong hơn mười tám năm với ban quản lý mới này vừa không nhận được đánh giá chuyên môn cao vừa thiếu đi nét kỳ diệu của những bộ phim trước đây. Một rắc rối vô cùng lớn đã xảy đến trong quá trình sản xuất bộ phim Cáo và chó săn khi họa sĩ lâu năm của hãng Don Bluth đã rời khỏi Disney, mang theo mười một họa sĩ khác của hãng, để thành lập xưởng phim cạnh tranh riêng của mình, Don Bluth Productions. Với 17% họa sĩ giờ đã ra đi, công việc sản xuất phim Cáo và chó săn (The Fox and the Hound) đã bị trì hoãn. Don Bluth Productions sản xuất phim The Secret of NIMH vào năm 1982, và công ty này cuối cùng đã trở thành đối thủ chính của Disney trong ngành công nghiệp sản xuất phim hoạt hình trong những năm 1980 và đầu thập niên 1990.
Disney đã thực hiện một số thay đổi về mặt tổ chức quan trọng vào những năm 1980 sau khi phải rất khó khăn mới thoát khỏi một nỗ lực nhằm tiếp quản lại hãng từ đối thủ Saul Steinberg. Michael Eisner, trước đây làm việc cho Paramount Pictures, trở thành CEO vào năm 1984, và cùng với ông có cộng sự trước đây ở hãng Paramount Jeffrey Katzenberg, trong khi Frank Wells, trước đây làm việc cho Warner Bros., nắm giữ chức Chủ tịch. Sau doanh thu phòng vé đáng thất vọng của bộ phim dán nhãn PG năm 1985 Vạc dầu đen (The Black Cauldron), tương lai của bộ phận hoạt hình của Disney bị đặt vào tình thế nguy hiểm. Đi ngược lại với chính sách suốt 30 năm của hãng phim, công ty đã thành lập một bộ phận sản xuất hoạt hình TV, rẻ hơn nhiều so với hoạt hình chiếu rạp. Mong muốn giữ lại những gì ông cho là công việc cốt lõi của hãng phim, Roy E. Disney đã thuyết phục Eisner để ông giám sát bộ phận sản xuất hoạt hình, với hy vọng sẽ cải thiện được tương lai của hãng.
Năm 1986, Disney phát hành The Great Mouse Detective, còn Universal phát hành bộ phim của Don Bluth An American Tail. An American Tail đã vượt qua "The Great Mouse Detective", và là bộ phim có doanh thu cao hơn trong lần phát hành đầu tiên. Mặc dù An American Tail có thắng lợi cao hơn, nhưng The Great Mouse Detective vẫn có những thành công chấp nhận được (cả về chuyên môn và thương mại) để củng cố niềm tin của ban điều hành hãng với bộ phận sản xuất phim hoạt hình của Disney. Hai năm sau, Disney phát hành Oliver & Company cùng dịp cuối tuần với bộ phim của Don Bluth do Universal ra mắt The Land Before Time. Bộ phim thứ hai đã có doanh thu dịp cuối tuần hơn 7,526,000 USD, phá đổ mọi kỷ lục, trở thành bộ phim hoạt hình có doanh thu dịp cuối tuần đầu tiên cao nhất. Bộ phim này có doanh thu vượt xa An American Tail và trở thành bộ phim hoạt hình có lợi nhuận cao nhất vào thời điểm đó.
Năm 1988, Disney cộng tác với Steven Spielberg, một người hâm mộ phim hoạt hình lâu năm và là người sản xuất các phim An American Tail và The Land Before Time, để sản xuất bộ phim Who Framed Roger Rabbit, một bộ phim kết hợp giữa hoạt hình và người đóng, thể hiện nhiều nhân vật hoạt hình từ thập niên 1930 và 1940 của rất nhiều hãng sản xuất khác nhau. Bộ phim đã đạt được thành công lớn cả về chuyên môn và doanh thu, nhận được ba giải Oscar cho những tiến bộ kỹ thuật có được và đã khôi phục lại sự hứng thú trong lĩnh vực phim hoạt hình chiếu rạp. Cùng với bộ phim, Spielberg cũng giúp Disney sản xuất ba phim ngắn Roger Rabbit.

### Kỷ nguyên Phục hưng của Disney
Disney đã bắt đầu phát triển bộ phim Nàng tiên cá từ những năm 1930, và đến năm 1988, sau thành công của Roger Rabbit và Oliver and Company, hãng phim quyết định đưa bộ phim trở thành một sản phẩm hoạt hình mang phong cách nhạc kịch Broadway. Nhà viết lời bài hát Howard Ashman và nhà soạn nhạc Alan Menken, những người vài năm trước đây đã làm việc với Broadway sản xuất các vở như Little Shop of Horrors, tham gia vào dự án, viết lời và soạn các bài hát và phần nhạc nền cho phim. Bộ phim được phát hành vào ngày 14 tháng 11 năm 1989 và giành được doanh thu dịp cuối tuần cao hơn All Dogs Go to Heaven của Don Bluth, cũng được phát hành vào cùng dịp cuối tuần ấy. Sau đó bộ phim đã phá kỷ lục phim hoạt hình có doanh thu cao nhất của The Land Before Time. Nàng tiên cá là một thành công lớn cả về chuyên môn và doanh thu phòng vé. Phim đã giành được hai giải Oscar, cho Bài hát gốc hay nhất và cho Nhạc phim gốc hay nhất (bài hát "Under the Sea"), giành thêm cả một đề cử cho hạng mục Bài hát gốc hay nhất với tác phẩm "Kiss the Girl."
The Rescuers Down Under được phát hành một năm sau đó và trở thành phần sau (của một phim trước đó) đầu tiên do Walt Disney Animation Studios sản xuất. The Rescuers Down Under nhận được đánh giá khá tốt từ giới chuyên môn và có doanh thu phòng vé tương đối, nhưng không thành công bằng Nàng tiên cá.
Người đẹp và quái thú, thường được coi là một trong những bộ phim hoạt hình xuất sắc nhất của Disney, tiếp tục được phát hành năm 1991. Đây là bộ phim hoạt hình đầu tiên được đề cử Giải Oscar cho phim xuất sắc nhất, nhưng để lỡ vào tay bộ phim Sự im lặng của bầy cừu. Tuy nhiên Người đẹp và quái thú đã giành Giải Quả cầu vàng cho phim ca nhạc hoặc phim hài hay nhất và hai giải Oscar, cho Nhạc phim gốc hay nhất và Bài hát gốc hay nhất. Người đẹp và quái thú cũng đồng thời nhận được một số đề cử giải Oscar cho Phim xuất sắc nhất và Âm thanh xuất sắc nhất, cũng như hai đề cử khác cho giải Bài hát gốc hay nhất.
Aladdin và Vua sư tử lần lượt nối tiếp vào các năm 1992 và 1994, và cả hai đều là các phim có doanh thu toàn cầu cao nhất vào các năm phát hành tương ứng. Aladdin là bộ phim hoạt hình có doanh thu cao nhất cho tới thời điểm bấy giờ, nhưng sau đó đã nhanh chóng bị Vua sư tử vượt qua, trở thành bộ phim hoạt hình có doanh thu cao nhất mọi thời đại vào thời điểm đó và vẫn là bộ phim hoạt hình truyền thống có doanh thu cao nhất trong lịch sử (đứng thứ hai trong tất cả các phim hoạt hình sau khi tính cả doanh thu bổ sung từ lần phát hành lại năm 2012 dưới định dạng 3D, chỉ sau Toy Story 3). Cả hai phim này đều giành được Giải Oscar cho Bài hát gốc hay nhất và Giải Oscar cho nhạc phim hay nhất. Aladdin còn nhận được một đề cử nữa cho giải Bài hát gốc hay nhất và các đề cử cho giải Âm thanh xuất sắc nhất và Biên tập hiệu ứng âm thanh xuất sắc nhất, tổng cộng là 5 đề cử. Vua sư tử nhận được hai đề cử giải Oscar nữa cho giải Bài hát gốc hay nhất, tổng cộng là 4 đề cử. Howard Ashman có viết một số bài hát cho phim Aladdin trước khi ông qua đời, nhưng chỉ có ba bài được sử dụng trong phim thành phẩm cuối cùng. Tim Rice tham gia dự án này và hoàn tất phần nhạc phim và bài hát trong phim còn lại với Alan Menken. Tim Rice sau đó tiếp tục cộng tác với Elton John và Hans Zimmer trong Vua sư tử.
Pocahontas (1995) và Thằng gù nhà thờ Đức Bà (1996) cũng có những thành công lớn về doanh thu phòng vé và được xếp trong thời kỳ Phục hưng của Disney. Pocahontas nhận được các Giải Oscar cho Nhạc phim hay nhất và Bài hát gốc hay nhất cho ca khúc "Colors of the Wind". Thằng gù nhà thờ Đức Bà nhận được Giải Satellite cho Phim hoạt hình hoặc Phim hỗn hợp hay nhất (Satellite Award for Best Animated or Mixed Media Feature), trở thành bộ phim hoạt hình đầu tiên của Disney nhận được giải này. Các bài hát trong cả hai phim này đều do Alan Menken và Stephen Schwartz viết. Thằng gù nhà thờ Đức Bà là bộ phim đầu tiên của Disney được sản xuất với kinh phí 100 triệu USD, cho tới Tarzan ba năm sau đó. Disney tiếp tục sản xuất các bộ phim thành công nữa, như Hercules, với các bài hát của Alan Menken và David Zippel; Mulan, với nhạc nền của Jerry Goldsmith và các ca khúc của Matthew Wilder và David Zippel; Tarzan, với các ca khúc của Phil Collins.Tarzan nhận được một Giải Oscar cho Bài hát gốc hay nhất với ca khúc "You'll Be in My Heart."
Sự phục hưng của Disney đã thu hút sự chú ý của các hãng sản xuất phim hoạt hình khác, rất nhiều trong số đó tìm cách bắt chước những thành công của Disney bằng cách thử nghiệm những phong cách tương tự. Tuy nhiên, phần lớn các nỗ lực đó chỉ nhận được những phản hồi từ trái chiều đến tiêu cực từ các nhà phê bình. Anastasia của Fox, Hoàng tử Ai Cập của DreamWorks, và South Park: Bigger, Longer and Uncut của Paramount là một trong số ít đạt được chủ đề, phong cách, nhạc phim và thành công về chuyên môn tương tự Disney.

### Kỷ nguyên sau Phục hưng
Việc ra mắt bộ phim Tarzan thường được nhìn nhận là sự kết thúc kỷ nguyên Phục hưng của Disney. Mặc dù Disney vẫn tiếp tục cho ra mắt những sản phẩm ít thành công hơn như The Emperor's New Groove và Atlantis: Đế chế thất lạc nhưng chúng đều không được đón nhận nồng nhiệt cả về chuyên môn lẫn thương mại như những bộ phim của thập niên 1990 trước đó, và hãng phim còn phải trải qua những thất bại lớn về doanh thu phòng vé với các phim Treasure Planet và Ngôi nhà trên núi. Lilo & Stitch và Brother Bear được xem là những bộ phim duy nhất đạt được những thành công thương mại vào giai đoạn này. Thêm vào đó, Disney nhận thấy rằng họ đang phải đối mặt với một thời kỳ mới cạnh tranh hơn với sự trỗi dậy của DreamWorks Animation, một đối thủ mạnh với các phim khá thành công như Shrek, Kung Fu Panda và series Bí kíp luyện rồng.
Năm 1995, Disney cộng tác với Pixar sản xuất bộ phim Câu chuyện đồ chơi, bộ phim chiếu rạp đầu tiên được hoạt hình hoàn toàn bằng máy tính. Ngày nay nhiều phim của Pixar cũng đạt được mức doanh thu phòng vé và những phản hồi chuyên môn tích cực giống như các bộ phim của thời kỳ Phục hưng của Disney vào những năm 1990 đã làm, như Đi tìm Nemo, WALL-E và Vút bay. Năm 2005, Chicken Little, bộ phim hoạt hình chiếu rạp đầu tiên của hãng phim Disney được làm hoàn toàn bằng công nghệ mô phỏng hình ảnh bằng máy tính (CGI), chỉ nhận được những ý kiến trái chiều từ các nhà phê bình mặc dù có doanh thu phòng vé khá tốt, và thậm chí bộ phim CGI thứ hai của hãng năm 2007, Meet the Robinsons, còn có kết quả tệ hơn. Năm 2006, Disney mua lại Pixar với giá 7.4 tỷ USD và đề cử nhà đồng sáng lập Pixar, John Lasseter, giám sát toàn bộ các dự án hoạt hình của Disney sau đó. Vào năm 2008, bộ phim CGI đầu tiên của Disney thực hiện sau thương vụ mua lại Pixar, Bolt, được phát hành với phản hồi chuyên môn tích cực và thành công phòng vé khá tốt. Với thành công của Pixar, CEO sau đó của Disney Michael Eisner cho rằng thị hiếu của công chúng đã thay đổi, và quyết định rằng đã tới lúc tạm ngừng công nghệ hoạt hình vẽ tay truyền thống với bộ phim Ngôi nhà trên núi.

### Kỷ nguyên Phục hồi
Tuy nhiên, sau khi John Lasseter tiếp quản bộ phận sản xuất phim hoạt hình từ thương vụ mua lại Pixar, Disney thông báo họ sẽ quay trở lại với công nghệ hoạt hình truyền thống với việc ra mắt bộ phim Nàng công chúa và con ếch năm 2009, và nhận được phản hồi hết sức tích cực rộng rãi từ cả giới chuyên môn và khán giả, đồng thời cũng là một thành công lớn về thương mại (mang về hơn 270 triệu USD). Sau Nàng công chúa và con ếch, Disney ra mắt bộ phim Nàng công chúa tóc mây vào năm 2010, sản phẩm phim hoạt hình chiếu rạp thứ 50 của hãng, đánh dấu một hướng đi mới của xưởng phim, kết hợp giữa công nghệ hoạt hình CGI 3D và các kỹ thuật truyền thống. Theo truyền thống của các phim hoạt hình từ thập niên 1990, Nàng công chúa tóc mây là một bộ phim nhạc kịch về truyện cổ tích dựa trên câu chuyện về nàng Rapunzel. Bộ phim là một thành công rất lớn cả về chuyên môn và doanh thu, mang về hơn 500 triệu USD trên toàn cầu và khôi phục lại niềm hứng thú của khán giả với Walt Disney Animation Studios. Năm 2012, sau Tangled, và bộ phim ra mắt năm 2011, Winnie the Pooh, Disney phát hành bộ phim Wreck-it Ralph vào năm 2012, cũng đã nhận được thành công về chuyên môn và thương mại tương tự. Phim đã được đề cử giải Phim hoạt hình hay nhất tại Lễ trao giải Oscar và Quả cầu vàng.

## Phản hồi từ giới chuyên môn
Hầu hết các phim Disney phát hành trong kỷ nguyên này đều được đón nhận tích cực, và theo như trang phê bình phim Rotten Tomatoes, bốn bộ phim đầu - Nàng tiên cá, Người đẹp và quái thú, Aladdin, và Vua sư tử nhận được phản hồi từ giới chuyên môn tốt nhất (với trên 90% phản hồi tích cực), và Pocahontas có phản hồi từ các nhà phê bình kém nhất trong số các phim thời "Phục hưng" của Disney (với 56% phiếu tích cực).
| Phim                    | Rotten Tomatoes           | Metacritic       |
| ----------------------- | ------------------------- | ---------------- |
| Nàng tiên cá            | 90% [tươi] (52 phản hồi)  |                  |
| The Rescuers Down Under | 68% [tươi] (25 phản hồi)  |                  |
| Người đẹp và quái thú   | 92% [tươi] (93 phản hồi)  |                  |
| Aladdin                 | 92% [tươi] (52 phản hồi)  |                  |
| Vua sư tử               | 90% [tươi] (97 phản hồi)  | 84 (13 phản hồi) |
| Pocahontas              | 56% [tươi] (49 phản hồi)  | 58 (23 phản hồi) |
| Thằng gù nhà thờ Đức Bà | 73% [tươi] (51 phản hồi)  |                  |
| Hercules                | 84% [tươi] (49 phản hồi)  |                  |
| Mulan                   | 86% [tươi] (73 phản hồi)  | 71 (24 phản hồi) |
| Tarzan                  | 88% [tươi] (102 phản hồi) | 79 (37 phản hồi) |

## Doanh thu phòng vé
| Nàng tiên cá            | 17 tháng 11 năm 1989 | 17 tháng 11 năm 1989 | $111,543,479   | $99,800,000    | $211,343,479   | $40,000,000  | [ 39 ] | | | | | | | | | |
| The Rescuers Down Under | 16 tháng 11 năm 1990 | 16 tháng 11 năm 1990 | $27,931,461    | $19,500,000    | $47,431,461    | $37,931,000  | [ 40 ] | | | | | | | | | |
| Người đẹp và quái thú   | 15 tháng 11 năm 1991 | 22 tháng 11 năm 1991 | $218,967,620   | $222,553,617   | $441,521,237   | $25,000,000  | [ 41 ] | | | | | | | | | |
| Aladdin                 | 13 tháng 11 năm 1992 | 25 tháng 11 năm 1992 | $217,350,219   | $286,700,000   | $504,050,219   | $25,000,000  | [ 42 ] | | | | | | | | | |
| Vua sư tử               | 15 tháng 6 năm 1994  | 24 tháng 6 năm 1994  | $422,783,777   | $538,700,000   | $961,483,777   | $45,000,000  | [ 43 ] | | | | | | | | | |
| Pocahontas              | 16 tháng 6 năm 1995  | 23 tháng 6 năm 1995  | $141,579,773   | $204,500,000   | $346,079,773   | $55,000,000  | [ 44 ] | | | | | | | | | |
| Thằng gù nhà thờ Đức Bà | 19 tháng 6 năm 1996  | 21 tháng 6 năm 1996  | $100,138,851   | $225,200,000   | $325,338,851   | $100,000,000 | [ 45 ] | | | | | | | | | |
| Hercules                | 15 tháng 6 năm 1997  | 27 tháng 6 năm 1997  | $99,112,101    | $153,600,000   | $252,712,101   | $85,000,000  | [ 46 ] | | | | | | | | | |
| Mulan                   | 19 tháng 6 năm 1998  | 19 tháng 6 năm 1998  | $120,620,254   | $183,700,000   | $304,320,254   | $70,000,000  | #27(A) | | | | | | | | | |
| Tarzan                  | 18 tháng 6 năm 1999  | 18 tháng 6 năm 1999  | $171,091,819   | $277,100,000   | $448,191,819   | $130,000,000 | [ 49 ] | | | | | | | | | |
| Tổng                    | Tổng                 | Tổng                 | $1,631,119,354 | $2,192,353,617 | $3,823,472,974 | $612,431,000 | Các ký hiệu trong danh sách này - Ô có màu ghi nhạt thể hiện không có thông tin liên quan. - (A) thể hiện rằng kinh phí thực hiện bộ phim do IMDB ước tính. | Các ký hiệu trong danh sách này - Ô có màu ghi nhạt thể hiện không có thông tin liên quan. - (A) thể hiện rằng kinh phí thực hiện bộ phim do IMDB ước tính. | Các ký hiệu trong danh sách này - Ô có màu ghi nhạt thể hiện không có thông tin liên quan. - (A) thể hiện rằng kinh phí thực hiện bộ phim do IMDB ước tính. | Các ký hiệu trong danh sách này - Ô có màu ghi nhạt thể hiện không có thông tin liên quan. - (A) thể hiện rằng kinh phí thực hiện bộ phim do IMDB ước tính. | Các ký hiệu trong danh sách này - Ô có màu ghi nhạt thể hiện không có thông tin liên quan. - (A) thể hiện rằng kinh phí thực hiện bộ phim do IMDB ước tính. | Các ký hiệu trong danh sách này - Ô có màu ghi nhạt thể hiện không có thông tin liên quan. - (A) thể hiện rằng kinh phí thực hiện bộ phim do IMDB ước tính. | Các ký hiệu trong danh sách này - Ô có màu ghi nhạt thể hiện không có thông tin liên quan. - (A) thể hiện rằng kinh phí thực hiện bộ phim do IMDB ước tính. | Các ký hiệu trong danh sách này - Ô có màu ghi nhạt thể hiện không có thông tin liên quan. - (A) thể hiện rằng kinh phí thực hiện bộ phim do IMDB ước tính. | Các ký hiệu trong danh sách này - Ô có màu ghi nhạt thể hiện không có thông tin liên quan. - (A) thể hiện rằng kinh phí thực hiện bộ phim do IMDB ước tính. | Các ký hiệu trong danh sách này - Ô có màu ghi nhạt thể hiện không có thông tin liên quan. - (A) thể hiện rằng kinh phí thực hiện bộ phim do IMDB ước tính. |

## Giải Oscar
Chín trong số mười phim phát hành trong Thời kỳ Phục hưng của Disney đã được đề cử các Giải Oscar, và sáu trong số đó giành từ một giải Oscar trở lên:
| Năm  | Tên phim                | Số đề cử giải Oscar | Số giải Oscar giành được |
| ---- | ----------------------- | ------------------- | ------------------------ |
| 1989 | Nàng tiên cá            | 3                   | 2                        |
| 1991 | Người đẹp và quái thú   | 6                   | 2                        |
| 1992 | Aladdin                 | 5                   | 2                        |
| 1994 | Vua sư tử               | 4                   | 2                        |
| 1995 | Pocahontas              | 2                   | 2                        |
| 1996 | Thằng gù nhà thờ Đức Bà | 1                   | 0                        |
| 1997 | Hercules                | 1                   | 0                        |
| 1998 | Mulan                   | 1                   | 0                        |
| 1999 | Tarzan                  | 1                   | 1                        |

## Nhạc phim
| Năm  | Tên album               | Thứ tự trên bảng xếp hạng Mỹ | Chứng nhận RIAA |
| ---- | ----------------------- | ---------------------------- | --------------- |
| 1989 | Nàng tiên cá            | 33                           | 6× Bạch kim     |
| 1991 | Người đẹp và quái thú   | 19                           | 3× Bạch kim     |
| 1992 | Aladdin                 | 6                            | 3× Bạch kim     |
| 1994 | Vua sư tử               | 1                            | Kim cương       |
| 1995 | Pocahontas              | 1                            | 3× Bạch kim     |
| 1996 | Thằng gù nhà thờ Đức Bà | 13                           | Bạch kim        |
| 1997 | Hercules                | 17                           | Vàng            |
| 1998 | Mulan                   | 25                           | Vàng            |
| 1999 | Tarzan                  | 5                            | Bạch kim        |